# Manuel Venderbos
Manuel Venderbos (Leiderdorp, 4 juli 1976) is een Nederlands televisiepresentator bij achtereenvolgens de Evangelische Omroep, Omroep West, RTL 5, het Algemeen Dagblad en Shownieuws.

## Biografie
Manuel Venderbos koos voor de studie commerciële economie. Na drie jaar brak hij deze studie af en ging hij journalistiek studeren. Tijdens deze studie deed Venderbos in maart 2000 mee aan een multimedia-talentenpool bij de Evangelische Omroep. Datzelfde jaar ging hij diverse radio- en tv-programma's presenteren. Door zijn drukke werkzaamheden zette hij de studie journalistiek op een laag pitje, maar studeerde in 2007 af.

## Carrière

### EO
Venderbos presenteerde vanaf 2001 het jongerendiscussieprogramma D-lounge. In 2002 werd Venderbos gevraagd om Sander de Heer te vervangen in het radioprogramma Ruuddewild.nl van Ruud de Wild op 3FM. Later werkte hij meerdere malen als freelancer voor BNN en Ruuddewild.nl.
In 2003 richtte Venderbos zijn eigen bedrijfje ‘Dikke Prima Produkties’ op en produceerde hij zijn eerste videoclip voor zangeres en Songfestival-kandidate Suzanne van der Velde (Susanna Fields). Daarnaast verzorgt hij voice-overs voor MTV, Nederland 1, Z@ppelin, Nickelodeon en Talpa.
Tussen 2002 en 2006 werkte Manuel als DJ voor 3FM. Hij was jarenlang op de zondagavond te horen. Er kwam onder de naam X-noizz ook een televisievariant van dit muziekprogramma op Nederland 2, met diverse onderdelen waaronder videoclips.
In 2004 werd Manuel een van de vaste gezichten van het dagelijkse live-kinderprogramma blinQ op Z@ppelin, de kinderzender van de Publieke Omroep.
In april 2005 nam Venderbos het televisieprogramma Jong over van Marc Dik. Venderbos moest in iedere aflevering ondergaan wat zijn gasten ook dagelijks meemaken. Zo onderging hij voor de aflevering over de ziekte van Crohn een darmonderzoek in het ziekenhuis. Hij zou het programma uiteindelijk 7 jaar met succes doen.
Vanaf de tweede helft van 2007 presenteerde Venderbos het programma Fataal op Nederland 3. Daarnaast was hij dat seizoen te zien in het medische programma Afslag UMC op Nederland 1. Dat liep 3 seizoenen en er werden kijkersaantallen van rond het miljoen gehaald. In het voorjaar van 2009 nam hij in verband met een schorsing van Arie Boomsma drie maanden het discussieprogramma Ontopic (Nederland 3) over.
De presentator deed in 2010 mee aan het spelprogramma Wie is de Mol? in Japan. Hij moest echter wegens ziekte in aflevering 3 het spel verlaten. In 2013 kwam hij langs bij de live internetshow MolTalk. Twee jaar later stond hij in de finale van het nieuwe format van Lingo waarin onder meer het achtletterwoord werd geïntroduceerd.
In november 2014 maakte de EO bekend dat Venderbos alleen nog maar als programmamaker en regisseur actief zou zijn bij de omroep. In april 2015 werd de presentator ontslagen. In een verklaring schreef hij: "De koek is wel zo’n beetje op. Na 15 jaar vol ups en downs, hebben we moeten constateren dat we steeds meer uit elkaar zijn gegroeid. Ik kan me niet meer vinden in de huidige koers, de visie en het vervolg."

### Omroep West
In mei 2015 maakte Venderbos bekend aan de slag te gaan bij de regionale Omroep West, hier presenteerde hij eerder al een radioprogramma. Het eerste programma waarin hij te zien is, is Onder de paraplu, een programma over mensen met een psychiatrische aandoening.

### RTL 5
In maart 2016 keerde Venderbos terug naar de nationale televisie: hij werd medepresentator van het populair-wetenschappelijke programma Galileo op RTL 5.

### AD.nl/persgroep
Sinds 2019 presenteert Venderbos bij de online kanalen van het AD De Ochtend Show to go.

### Shownieuws
In juni 2022 werd Manuel gevraagd als één van de vaste gezichten van Shownieuws ‘De Zomer Editie’, op het vroege tijdstip van 19:30. Sinds september 2022 voegde hij zich als enige mannelijke presentator bij het vaste team van de late editie, Tooske Ragas, Airen Mylene en Dyantha Brooks.

## Privé
Venderbos is in 2003 getrouwd met zangeres Suzanne van der Velde. In 2008 kregen zij hun eerste kind: een dochter. Een tweede kind, een zoon, werd in 2011 geboren.